# Faza fali
Faza fali – faza drgań punktu ośrodka, w którym rozchodzi się fala. Faza określa, w której części okresu fali znajduje się punkt fali.

## Faza w fali harmonicznej
Dla fali harmonicznej faza jest wyrażona w radianach. Jednowymiarowa fala harmoniczna (na przykład fala płaska w przestrzeni) w jednorodnym ośrodku opisywana jest równaniem:
{\displaystyle y(t,z)=A\sin(\omega t-kz+\varphi ),}
gdzie:
{\displaystyle y} – miara odchylenia od stanu równowagi,
{\displaystyle t} – czas,
{\displaystyle z} – współrzędna położenia,
{\displaystyle A} – amplituda fali,
{\displaystyle \omega } – częstość fali, {\displaystyle k} – wektor fali,
{\displaystyle \varphi } – faza początkowa w chwili {\displaystyle t=0} i w położeniu {\displaystyle z=0.}
W chwili {\displaystyle t} i w punkcie o współrzędnej {\displaystyle z} fala ma fazę:
{\displaystyle \varphi (t,z)=(\omega t-kz+\varphi )\mod 2\pi .}

### Kąt fazowy
Kąt fazowy sygnału sinusoidalnego jest to kąt będący argumentem funkcji sinus (lub cosinus) opisującej dany przebieg.
Dla sygnału:
{\displaystyle y(t)=A\sin(\omega t+\psi )}
kątem fazowym jest wartość {\displaystyle \omega t+\psi .} Niekiedy w powyższym równaniu używa się funkcji cosinus, pamiętając, że {\displaystyle \sin \alpha =\cos \left({\tfrac {\pi }{2}}-\alpha \right).}
W przypadku dwóch funkcji o tej samej częstotliwości:
{\displaystyle y_{1}=A_{1}\sin(\omega t+\psi ),}
{\displaystyle y_{2}=A_{2}\sin(\omega t+\psi +\varphi )}
wielkość {\displaystyle \varphi } nazywana jest przesunięciem fazowym między sygnałami {\displaystyle y_{1}} a {\displaystyle y_{2}.}
W ogólnym przypadku amplitudy sygnałów {\displaystyle A_{1}} i {\displaystyle A_{2}} mogą być różne.

### Przesunięcie fazowe

Definicja przesunięcia fazowego

Przesunięcie fazowe jest różnicą między wartościami fazy dwóch okresowych ruchów drgających (np. fali lub dowolnego innego okresowego przebiegu czasowego). Ponieważ faza fali zazwyczaj podawana jest w radianach lub w stopniach kątowych, również i przesunięcie fazowe wyrażone jest w tych samych jednostkach. W niektórych przypadkach przesunięcie fazowe może być wyrażone w jednostkach czasu lub częściach okresu.
Przesunięcie fazowe jest istotnym parametrem w wielu dziedzinach fizyki i techniki – na przykład:
- wpływ wielkości przesunięcia fazowego na obraz interferencyjny pozwala na pomiar odległości
- znajomość przesunięcia fazowego między napięciem a natężeniem prądu elektrycznego umożliwia obliczenie wartości mocy czynnej pobieranej przez dany odbiornik energii elektrycznej.

## Zastosowanie w interferometrze
W ogólnym przypadku zmiana fazy fal docierających do danego punktu może wynikać z różnej długości dróg fali, różnej prędkości rozchodzenia się w różnych miejscach ośrodka i z różnych faz początkowych. Korzystając z tej zależności, można zbudować interferometr laserowy, który jest w stanie zmierzyć odległości dziesiątek metrów z dokładnością do połowy długości fali (nanometra). Użycie lasera generującego falę o bardzo dokładnie określonej długości znacznie ułatwia określenie warunków interferencji.